# Marmosa de la Neblina
La marmosa de la Neblina (Marmosops neblina) és una espècie d'opòssum de Sud-amèrica. Viu al Brasil. El seu nom específic, neblina, es refereix al Cerro de la Neblina.